# Reprezentacja Portoryka w piłce nożnej mężczyzn
Reprezentacja Portoryka w piłce nożnej jest narodową drużyną Portoryko i gra pod egidą Portorykańskiej Federacji Piłki Nożnej (Federación Puertorriqueña de Fútbol). Federacja została założona w 1940, od 1960 jest członkiem FIFA i CONCACAF. Portorykańczycy nigdy nie awansowali do finałów Mistrzostw Świata ani do Złotego Pucharu CONCACAF. Obecnie w rankingu FIFA reprezentacja Portoryko zajmuje 166. miejsce. Trenerem reprezentacji jest pochodzący z Hiszpanii Carlos Garcia Cantarero. Przydomek reprezentacji to Boricuas - Coquies.
Portoryko zajmowała 18 maja 2011 r. 20. miejsce w CONCACAF.

## Udział wMistrzostwach Świata
- 1930 – 1978 – Nie zakwalifikowało się
- 1982 – Nie brało udziału
- 1986 – 2002 – Nie zakwalifikowało się
- 2006 – Nie brało udziału
- 2010 – 2022 – Nie zakwalifikowało się

## Udział wZłotym Pucharze CONCACAF
- 1991 – 1993 – Nie zakwalifikowało się
- 1996 – Nie brało udziału
- 1998 – 2005 – Nie zakwalifikowało się
- 2007 – 2011 – Nie brało udziału
- 2013 – 2021 – Nie zakwalifikowało się

## Udział wPucharze Karaibów
- 1989 – 1990 – Nie brało udziału
- 1991 – Nie zakwalifikowało się
- 1992 – Nie brało udziału
- 1993 – Faza Grupowa
- 1994 – 1995 – Nie zakwalifikowało się
- 1996 – Nie brało udziału
- 1997 – Wycofało się w trakcie kwalifikacji
- 1998 – 2005 – Nie zakwalifikowało się
- 2007 – 2008 – Nie brało udziału
- 2010 – 2017 – Nie zakwalifikowało się